# Орден «Мать-героиня» (ПМР)
Орден «Мать-героиня» — низшая из государственных наград Приднестровской Молдавской Республики.

## Статут
Орден присваивается  матерям, родившим и воспитавшим десять и более детей. Награждение орденом производится по достижении последним ребенком возраста одного года и при наличии в живых остальных детей этой матери.
При награждении орденом учитываются также дети:
- усыновленные матерью в установленном действующим законодательством порядке;
- погибшие или пропавшие без вести при защите Приднестровской Молдавской Республики, в ходе боевых действий или при исполнении иных обязанностей военной службы, при выполнении гражданского долга по спасению человеческой жизни, по охране государственной собственности и правопорядка, а также умершие вследствие ранения, контузии, увечья или заболевания, полученных при указанных обстоятельствах, либо вследствие трудового увечья или профессионального заболевания.

## Описание
Орден состоит из основы и накладки. Основа представляет собой круглый орден диаметром 30 мм с выпуклым ободком и расходящимися от центра ордена к ободку лучами. Накладка выполнена в виде пятиконечной граненной звезды, вписанной в круг ордена. Оборотная сторона ордена гладкая, имеет выпуклый ободок и надпись по окружности «Приднестровская Молдавская Республика». На оборотной стороне ордена гравируется его номер.
Орден при помощи ушка и кольца прикреплен к колодке ордена, которая представляет собой прямоугольник шириной 30 мм, окантованный выпуклым ободком и разделенный такими же ободками по вертикали на три части для нанесения эмалей: красной, зеленой и красной, символизирующих Государственный флаг Приднестровской Молдавской Республики.
Снизу изображение флага окаймлено дугообразной лентой с загнутыми назад концами. Лента имеет выпуклый ободок и на ней начертано выпуклыми буквами «МАТЬ-ГЕРОИНЯ». На ленту нанесена белая эмаль. На изображение флага по диагонали наложена лавровая ветвь. На оборотной стороне колодка имеет приспособление для крепления ордена к одежде. Колодка для ордена изготавливается из томпака. Накладка в виде граненной звезды для ордена - золотая. Основа для ордена изготавливается из томпака.

## Правила ношения
Орден носится на левой стороне груди и при наличии у награждённой других орденов и медалей размещается над ними.